# السجل الأولي
السجل الأولي, الإنجليزية: Primary Chronicle المختصر من السجل الروسي الأولي، (Church Slavonic: Повѣсть времѧньныхъ лѣтъ, romanized: Pověstĭ vremęnĭnyxŭ lětŭ, المعروف عادةً باسم Povest' vremennykh let (PVL), تترجم حرفيا. حكاية السنوات الماضية)، هو سجل عن كييفان روس' من حوالي 850 إلى 1110. يُعتقد أنه تم تجميعه في الأصل في أو بالقرب من كييف في العقد 1110. تُنسب تقليديًا عملية تجميعه إلى الراهب نيستور بدءًا من القرن الثاني عشر, لكن لم يعد يُعتقد أن هذا هو الحال.
يأتي عنوان العمل، Povest' vremennykh let ("حكاية السنوات الماضية") من الجملة الافتتاحية لنص لورنتي نص: "هذه هي الروايات عن السنوات الماضية المتعلقة بأصل أرض روس'، والأمراء الأوائل لكييف، ومن أي مصدر بدأت أرض روس'". يُعتبر العمل مصدرًا أساسيًا لأقدم تاريخ السلاف الشرقيين.
محتوى السجل معروف اليوم من خلال عدة نسخ ومخطوطات باقية، تم تعديلها على مر السنين، مع اختلافات طفيفة بينها. بسبب عدة قضايا زمنية محددة والعديد من التناقضات المنطقية التي أشار إليها المؤرخون على مر السنين، تم التدقيق في موثوقيتها كمصدر تاريخي من قبل الخبراء في هذا المجال بشكل صارم. (انظر قالب:رابط القسم.)

## التأليف والتكوين

### التأليف
لقد اعتبرت التقليد لفترة طويلة أن التجميع الأول كان من عمل راهب يدعى نيستور (قالب:تقريبًا 1056 – قالب:تقريبًا 1114)، المعروف بكتابة أعمال أخرى مثل حياة القديس ثيوذوسيوس. كتب كتّاب ذلك الوقت عن سجل نيستور,{ {sfn|Cross|Sherbowitz-Wetzor|1953|p=3}} وعن المؤلف بأنه نيستور "المؤرخ". بناءً على Paterik لـ دير كييف للكهف عام 1661، بدأ الكتّاب في أواخر القرن السابع عشر في التأكيد على أن نيستور "المؤرخ" كتب العديد من السجلات الروسية الباقية، بما في ذلك السجل الأولي، وسجل كييف وسجل غاليسيا-فولينيا، على الرغم من أن العديد من الأحداث التي وصفوها وقعت في القرنين الثاني عشر والثالث عشر، بعد وفاة نيستور قالب:تقريبًا 1114. سبب آخر للاعتقاد في تأليف نيستور هو الكلمة нестера في السطور الافتتاحية من المخطوطة خليبنيكوف (التي اكتشفت في عام 1809)، والتي اعتبرها بعض القراء تشير إلى نيستور "المؤرخ". ولكن كما أشار أوستروفسكي (1981): 'تم إضافة الكلمة нестера في المخطوطة خليبنيكوف، وبالتالي لا يمكن استخدامها كدليل على اسم جامع السجل الأولي. الكلمة غير موجودة في أي من النسخ الرئيسية الخمس الأخرى من السجل الأولي، وبالتالي فهي إدراج تم إدخاله في النص بواسطة محرر، ربما يخمن اسم المؤلف. من ثلاثينيات القرن التاسع عشر حتى حوالي عام 1900، كان هناك نقاش أكاديمي حاد حول تأليف نيستور، لكن السؤال ظل غير محلول، واستمرت الإيمان بتأليف نيستور. تتناقض الأدلة الداخلية من السجل الأولي وأعمال نيستور المعروفة غالبًا مع بعضها البعض، بينما بالكاد تتوافق المحتويات في الأماكن التي يجب أن تتوافق فيها، لذا استنتج العلماء المعاصرون أن نيستور لم يكن المؤلف.
مرشح أكثر احتمالاً كمؤلف هو سيلفستر من كييف، هيغومن (رئيس دير) دير سانت ميخائيل في فيدوبتشي (قرية بالقرب من كييف)، الذي قد يكون جمع عدة مصادر في عام 1116. تستند هذه النسبة إلى حقيقة أن نص لورنتي ينتهي في الصفحة 286، السطور 1 إلى 7، مع الكولوفون "كتبت (napisakh) هذا السجل"، بعد ذلك، يطلب من القراء أن يتذكرونه في صلواتهم. بدلاً من ذلك، قد يكون المؤلف الحقيقي راهب آخر غير مسمى من دير كييف للكهف المذكور في العنوان، وأكمل سيلفستر عمله، أو كان محرراً أو ناسخًا مبكرًا جدًا للسجل الأولي.

### الإصدارات
جادل Władysław Duczko (2004) بأن أحد الأهداف المركزية لسرد السجل هو "تقديم تفسير كيف وصل روريكيد إلى السلطة في أراضي السلاف، ولماذا كانت السلالة هي الوحيدة الشرعية ولماذا ينبغي على جميع الأمراء إنهاء نزاعاتهم الداخلية والحكم بسلام ومحبة أخوية".
في عام 1116، تم تحرير نص نيستور بشكل مكثف بواسطة هيغومن سيلفستر الذي أضاف اسمه في نهاية السجل. حيث كان فلاديمير مونوماخ راعي قرية فيدوبتشي (التي أصبحت الآن حيًا في كييف) حيث كان يقع دير سيلفستر، فإن الإصدار الجديد مجد فلاديمير وجعله الشخصية المركزية في السرد اللاحق. يتم حفظ هذه النسخة الثانية من عمل نيستور في المخطوطة لورنتيانية (انظر قالب:رابط القسم).[بحاجة لمصدر]
تبع ذلك إصدار ثالث بعد عامين، يركز على ابن فلاديمير ووريثه، ميستيسلاف العظيم. قد يكون مؤلف هذا التنقيح يونانيًا، حيث قام بتصحيح وتحديث العديد من البيانات المتعلقة بالشؤون البيزنطية. تم الحفاظ على هذا التنقيح لعمل نيستور في المخطوطة هيباتيانية (انظر قالب:رابط القسم).[بحاجة لمصدر]

### التكوين
تظهر تنظيم السجل الأولي وأسلوبه وتدفق السرد علامات على التجميع، حيث يتم جمع عناصر تاريخية مختلفة في سرد تاريخي متماسك واحد. أظهرت دراسات عالم اللغة الروسي أليكسي شاخماتوف وأتباعه أن السجل الأولي ليس عملاً أدبيًا واحدًا بل هو مزيج من عدد من الحسابات والمستندات السلفية. عند تجميع السجل، كانت بعض مصادر نيستور الأصلية بالتأكيد تتضمن، ولكن لم تقتصر على:[بحاجة لمصدر]
- كانت الجدول الزمني في السجل الأولي مستمدة من Chronographikon Syntomon الذي كتبه البطريرك نيكفوروس الأول من القسطنطينية (توفي عام 829)[31]
- السجلات البيزنطية لـ جون مالالاس، مؤرخ يوناني، الذي أنتج في عام 563 عملاً من 18+ كتابًا يجمع بين الأسطورة والحقيقة.[بحاجة لمصدر]
- السجلات البيزنطية للراهب جورج هامارطولوس (بمعنى "الخاطئ"، كما أطلق على نفسه؛ المعروف أيضًا بـ "جورج الراهب")[32] الذي حاول الالتزام بدقة بالحقيقة، وأعماله هي المصدر الوحيد المعاصر للفترة من 813 إلى 842[بحاجة لمصدر]
- بيليانا،[33] قصائد سردية ملحمية شفهية تقليدية من السلاف الشرقيين
- ملحمة نوردية[34]
- عدة نصوص دينية يونانية[بحاجة لمصدر]
- معاهدات روس-بيزنطية[بحاجة لمصدر][29]
- التقليد الشفهي، لكن مدى ذلك "من الصعب جدًا تحديده".[35]

من المحتمل أنه لم يكن هناك "سجلات محلية سابقة". تظل الفرضية بأن سجلًا محليًا كتب قبل أواخر التسعينيات في كنيسة القديس إلياس في كييف "مجرد تكهن غير مثبت".
لغويًا، كُتب السجل الأولي باللغة السلافية الشرقية القديمة، مع عناصر قوية من السلافية الكنسية القديمة (جنوب السلافية المبكرة). على الرغم من أن هاتين اللغتين كانتا متشابهتين إلى حد كبير حتى أوائل القرن الثاني عشر، مع اختلافات قليلة في الصوت، والتراكيب، والمفردات في تلك الفترة، فقد لاحظ العلماء نمطًا عامًا من المقاطع الدينية والتعليمات الأخلاقية التي تتميز بعناصر قوية من السلافية الكنسية القديمة، بينما تهيمن المدخلات حول الأحداث في سنوات محددة على عناصر السلافية الشرقية القديمة. ومع ذلك، لا توجد حدود لغوية واضحة بين الاثنين، حيث تحتوي المقاطع الدنيوية أحيانًا على تعبيرات سلافية كنسية قديمة، بينما تحتوي المقاطع التعبدية أحيانًا على تعبيرات سلافية شرقية قديمة. في نظر العديد من اللغويين المعاصرين، ربما اعتبر مؤلفو (ومحررو) السجل الأولي اللغة التي كتبوا بها لغة واحدة فقط. ومع ذلك، من المحتمل أن تختلف هذه اللغة الأدبية بشكل كبير عن اللغة المشتركة السلافية الشرقية المحكية في كييف المعاصرة، والتي يبدو أنها كانت مزيجًا من عدة لهجات سلافية شرقية، مع تأثيرات سلافية كنسية قديمة نسبية قليلة.

## المخطوطات الباقية
| صفحات تبدأ ب‍ ‍السجل الأولي |
| ----------------------- |
| - السجل الأولي          |

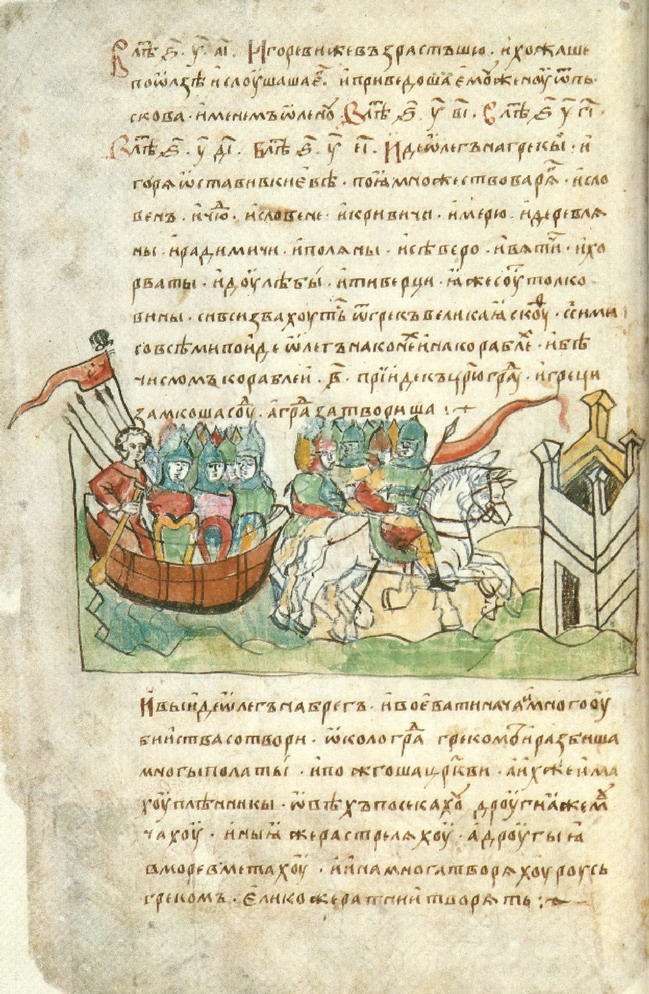
حملة أوليغ الحكيم ضد القسطنطينية خلال الحرب الروسية-البيزنطية عام 907 (من سجل رادزيفيل

نظرًا لفقدان النسخة الأصلية من السجل وأقدم النسخ المعروفة، فإنه من الصعب تحديد المحتوى الأصلي للسجل. المخطوطات الستة الرئيسية التي تحافظ على السجل الأولي والتي يدرسها العلماء لغرض النقد النصي هي:
- المخطوطة لورنتيانية[10] (1377)[1]
- المخطوطة هيباتيانية[10] (قالب:تقريبًا 1425)[1]
- سجل رادزيفيل[10] (قالب:تقريبًا 1500)[1]
- السجل الأكاديمي[10] (قالب:تقريبًا 1500)[1]
- المخطوطة خليبنيكوف[10] (قالب:تقريبًا 1575)[1]
- سجل الثلاثية[10] (قالب:تقريبًا 1450؛ مستبعدة من قبل بعض العلماء الذين يعتبرون فقط "خمسة شهود رئيسيين"[1])

### المخطوطة لورنتيانية
تُعتبر المخطوطة لورنتيانية التي جمعت في نيجني نوفغورود-سوزدال من تأليف الراهب نيجنيغوروديان لورنتيوس من أجل الأمير دميتري قسطنطينوفيتش في عام 1377. النص الأصلي الذي استخدمه كان مخطوطة (فقدت الآن) جُمعت في عام 1305 للأمير الأكبر لفلاديمير، ميخائيل من تفير. تستمر الرواية حتى عام 1305، لكن السنوات من 898 إلى 922، ومن 1263 إلى 1283، ومن 1288 إلى 1294 مفقودة لأسباب غير معروفة. تم الحصول على المخطوطة الشهيرة من قبل الكونت موسين-بوشكين في عام 1792، وتم تقديمها لاحقًا إلى المكتبة الوطنية لروسيا في سانت بطرسبرغ.[بحاجة لمصدر]

### المخطوطة هيباتيانية
تعود المخطوطة هيباتيانية إلى القرن الخامس عشر. تحتوي على الكثير من المعلومات من السجل الكييفي المفقود من القرن الثاني عشر والسجل الغاليسي-الفوليني من القرن الثالث عشر. لغة هذا العمل هي النسخة السلافية الشرقية من اللغة السلافية الكنسية مع العديد من العناصر غير النظامية الإضافية (مثل المخطوطات السلافية الشرقية الأخرى من تلك الفترة). بينما تتبع النص اللورنتي (الموسكوفي) الإرث الكييفي حتى الأمراء الموسكوفيين، تتبع النص الهيباتي الإرث الكييفي من خلال حكام هاليش. تم rediscover المخطوطة الهيباتيانية في كييف في عشرينيات القرن السادس عشر، وتم عمل نسخة منها للأمير كوسيانتين أوستروژسكي. تم العثور على نسخة في روسيا في القرن الثامن عشر في دير إباتيف في كاستروما بواسطة المؤرخ الروسي نيكولاي كارامزين.[بحاجة لمصدر]
تمت كتابة العديد من الرسائل والمطبوعات من السجل، حيث يُعتبر أقدمها المعروف في عام 1767. نشر أليكسي شاخماتوف تحليلًا رائدًا نصي للسرد في عام 1908. أعاد ديمتري ليخاتشيف وغيرهم من العلماء السوفييت جزءًا من دراساتهم. حاولت إصداراتهم إعادة بناء السجل قبل النيستوري، الذي تم تجميعه في محكمة ياروسلاف الحكيم في منتصف القرن الحادي عشر.[بحاجة لمصدر]

## المحتويات

### القصص
تتضمن الأجزاء الأولى من السجل الأولي العديد من القصص القصصية، من بينها:
- الأصول الكتابية المفترضة للسلاف من ابن نوح المذكور في الكتاب المقدس العبري؛[بحاجة لمصدر]
- التاريخ المبكر للسلاف، مع وصف ضفاف نهر الدانوب في مناطق هنغاريا، إيلييريا، وبلغاريا كمكان استيطانهم الأصلي؛[بحاجة لمصدر]
- التأسيس الأسطوري لكييف من قبل كيي، شيك، كوريب وليبيد؛
- أعمال القديسين سيريل وميثوديوس بين الشعوب السلافية؛[41][بحاجة لمصدر غير أولي]
- دعوة الفارانجيين؛
- قتل أسكولد ودير، الذي بموجبه غزا أوليغ الحكيم كييف؛
- وفاة أوليغ في عام 912، "السبب" الذي يُزعم أنه تم التنبؤ به من قبله؛
- الانتقام الأسطوري الذي أخذته أولغا، زوجة إيغور، من دريفليان الذين قتلوا زوجها؛[42] (أمن تصرفاتها كييف روس من الدريفليان، مما منعها من الزواج من أمير دريفلي، مما أتاح لها أن تعمل كوصية حتى يبلغ ابنها الصغير سن الرشد.)[بحاجة لمصدر]
- حصار كييف (968) من قبل البيشينغ؛
- التحول الأسطوري لفلاديمير العظيم؛
- أزمة خلافة كييف بعد وفاة فلاديمير، وصعود ياروسلاف إلى السلطة، ومعركة ليستفين.

### التسلسل الزمني
التسلسل الزمني الذي قدمته السجل الأولي (PVL) يتعارض أحيانًا مع ذلك الموجود في مستندات أخرى مثل السجل الأول لنيجني نوفغورود (NPL) والأدب البيزنطي. في بعض الأحيان، يتناقض السجل الأولي أيضًا مع نفسه، خاصة بين الأجزاء السردية والتسلسلية، التي يبدو أنها كُتبت بواسطة كاتبين مختلفين. خلص العديد من العلماء بما في ذلك أليكسي شاخماتوف (1897)، ميخائيل تيخوميروف (1960)، ي. س. لور’e (1970)، وكونستانتين زوكيرمان (1995) إلى أن التواريخ من القرن التاسع والعاشر المذكورة في PVL لم تُضاف إلى النص حتى القرن الحادي عشر، ما لم يتم نسخها مباشرة من السجل لـ جورج الراهب.

#### خطأ في تاريخ الافتتاح
تبدأ الفترة التاريخية التي تغطيها قصة السنوات الماضية من الأزمنة الكتابية، في الجزء التمهيدي من النص، وتنتهي مع عام 1117 في النسخة الثالثة من السجل. كان عالم الفيلولوجيا الروسي أليكسي شاخماتوف أول من اكتشف مبكرًا أن التسلسل الزمني لـ السجل الأولي يبدأ بخطأ. تقول نص لورنتيانية من السجل: "في السنة 6360 (852)، في اليوم الخامس عشر من الإندكشن، عند تولي الإمبراطور ميخائيل، تم تسمية أرض الروس لأول مرة". وبالتالي يُزعم أن حكم الإمبراطور البيزنطي ميخائيل الثالث بدأ في هذه السنة، لكن المصادر البيزنطية (مثل رواية المؤرخ اليوناني من القرن الحادي عشر يوحنا سكيلتس) تشير إلى أنه بدأ في 21 يناير 842. أثبت شاخماتوف (1897) أن محررًا استند إلى حساب خاطئ وجد في التاريخ القصير لـ نيكفوروس الأول من القسطنطينية. علاوة على ذلك، بعد بضع جمل، ينص النص: "من ميلاد المسيح إلى قسطنطين، 318 عامًا؛ ومن قسطنطين إلى ميخائيل، 542 عامًا. مرت تسع وعشرون سنة بين السنة الأولى من حكم ميخائيل وتولي أوليغ، أمير الروس". ومع ذلك، تولى قسطنطين الكبير الحكم في 313، وليس 318، والمجموع الناتج من 318+542 عامًا يؤدي إلى تاريخ خاطئ آخر لتولي ميخائيل الثالث، هذه المرة في 860. وهذا يؤدي بعد ذلك إلى تناقض داخلي، عندما يُقال إن "ميخائيل الإمبراطور" قد شن حملة ضد البلغار في 853–858 (6361–6366)، وهو ما لم يكن ممكنًا أن يحدث قبل أن يصبح إمبراطورًا بيزنطيًا في 860 وفقًا لتاريخ التولي الأخير.

#### الأحداث الرئيسية
التسلسل الزمني للأحداث الرئيسية:[بحاجة لرقم الصفحة]
- 852 (6360): التاريخ الرئيسي المذكور في السجل الأولي، عندما تم تسمية أرض الروس لأول مرة في السجل اليوناني لـ جورج هامارتولوس؛ وهذا دليل على أن المُجمع استخدمه كواحد من المصادر لـ السجل الأولي.[51]
- 859: "فرض الفارانجيون من وراء البحر الجزية على تشود، والسلاف، ومري، وفيس'، والكريفيشيين. لكن الخزر فرضوها على البولانيين، وسيفري، وفياتيتشي."[49]
- 862: دعوة الفارانجيين. حاولت فروع الفارانجيين المختلفة التخلص من حكم الفارانجيين، مما أدى إلى نزاعات بين القبائل وانتهى بهم الأمر بدعوة كنياز ("أمير") من الفارانجيين ليحكمهم.[49][بحاجة لمصدر غير أولي] نتيجة لذلك، عبر الأخوة الفارانجيون الثلاثة روريك، سينياس وترُفور وأقاربهم البحر واستقروا في أماكن مختلفة، ويُزعم أنه بعد هؤلاء الفارانجيين سُميت أرض الروس.[52][بحاجة لمصدر غير أولي] في نفس الوقت تقريبًا، استولى فارانجيان آخران يُدعيان أسكولد ودير على مدينة كييف.[52][بحاجة لمصدر غير أولي]
- 866 (6374): حصار القسطنطينية (860) بواسطة قوات الروس. وفقًا للمصادر البيزنطية، حدث هذا في 860، وليس 866.[53][8]
- 881/2 (6390): أرسل خليفة روريك، أوليغ، رسلًا إلى أسكولد ودير، موحيان بأنه غريب في طريقه إلى اليونان في مهمة لأوليغ وابن الأمير، إيغور، طالبًا اجتماعًا. ثم نصب كمينًا لأسكولد ودير، قائلاً: "أنتم لستم أمراء ولا حتى من نسل الأمراء، ولكنني من نسل الأمراء." ثم تم تقديم إيغور، وأعلن أوليغ أنه ابن روريك. قتلا أسكولد ودير، وبعد نقلهما إلى التل، دفنهما هناك، في التل المعروف الآن باسم أوهورسكا (التل المجري)، حيث يقع قلعة أولما الآن.[54] ثم "أقام أوليغ نفسه أميرًا في كييف"[47] (Church Slavonic: къняжа въ Киеве, romanized: kŭnyaza vŭ Kyeve[47]) "وأعلن أنها ستكون أم المدن الروسية."[54] وفقًا لتسلسل النص المذكور سابقًا لتولي أوليغ بعد 29 عامًا من ميخائيل الثالث في 860، يجب أن يكون حكم أوليغ قد بدأ في 889 بدلاً من 881/2.[47]
- 883: الأمير أوليغ يغزو الدرليان.[بحاجة لمصدر]
- 884–885: الأمير أوليغ يهزم الراديميشيين والسيفريين، مما يجلبهم تحت حكمه.[بحاجة لمصدر]
- 907: شن الأمير أوليغ غارة ضد اليونانيين، مما أسفر عن معاهدة مواتية للروس. اعترف الإمبراطور اليوناني ليو بتوفير المخصصات لرجال أوليغ، ومنحهم حق الإقامة والتجارة في القسطنطينية من دون ضريبة، وبدخولهم في سلام غير مشروط. لم تُذكر هذه الحادثة في المصادر البيزنطية.[8]
- 912: بعد وفاة أوليغ النبوية من لدغة ثعبان، تولى الأمير إيغور الحكم كحاكم للروس ولم يكن "ناجحًا في حملاته العسكرية ولا محبوبًا لدى الناس."[بحاجة لمصدر] وفقًا لـ السجل الأول لنيجني نوفغورود، توفي أوليغ في 922؛ إذا كان أوليغ (هيلغي) هو نفس الشخص المدعو HLGW، "ملك الروس"، في رسالة الجنيزا، فإنه كان لا يزال على قيد الحياة في الأربعينيات.[55]
- حوالي 945: قُتل الأمير إيغور في عمل تمرد على يد الدريفليان. تولت زوجته أولغا العرش بعد وفاة زوجها وانتقمت من قتلة إيغور. حُرق بعض الدريفليين في منازلهم، بينما دفن آخرون أحياء، بينما قُتل الباقون ببساطة. حكمت أولغا لاحقًا كوصية لابنها الصغير سفياتوسلاف، الذي ذهب ليكون له مسيرة عسكرية واسعة النطاق كراشد، متجهًا شرقًا ضد الخزر والبلغار.[بحاجة لمصدر]
- 972: قُتل سفياتوسلاف في كمين للبيشينغ أثناء عودته من إحدى حملاته المتكررة ضد اليونانيين.[بحاجة لمصدر]
- 973: بدأت فترة حكم ياروبولك وتعقدت بسبب النزاعات مع شقيقيه أوليغ وفلاديمير.[بحاجة لمصدر]
- 978–980: أثبت ياروبولك تفوقه على شقيقه أوليغ لكنه قُتل على يد رجال شقيقه الآخر فلاديمير. بعد وراثته العرش، حافظ فلاديمير في البداية على الممارسات الوثنية وعبد بروون.[بحاجة لمصدر]
- 986–988: تحول فلاديمير: تم تعميد فلاديمير في الأرثوذكسية، والتي أصبحت تُعرف لاحقًا بـ "تعميد الروس" لأنه تلا ذلك تعميد كييف روس على نطاق واسع.[بحاجة لمصدر] تغطي قصة التحول بالكامل جزءًا كبيرًا من السجل الأولي: الصفحات 84–121، أو 37 من إجمالي 286 صفحة (12.9٪) من النص بالكامل.[56]
- 1015: بعد وفاة فلاديمير، ورث سفياتوبولك لقب أمير كييف وأصبح يُعرف بـ سفياتوبولك الملعون بسبب أفعاله العنيفة تجاه إخوته.[بحاجة لمصدر]
- 1019: تم الإطاحة بسفياتوبولك على يد شقيقه ياروسلاف الحكيم، الذي جلب حكمه نهاية للمملكة الموحدة للروس لكنه وضع الأساس لتطور التقليد المكتوب في كييف روس.[بحاجة لمصدر]
- 1054: بعد وفاة ياروسلاف، تم تقسيم المملكة إلى خمس إمارات مع إزياسلاف يحكم في كييف، وسفياتوسلاف في تشيرنيهيف، وإيغور في فولوديمير، وفسيڤولود في بيرياسلاف، ورستيسلاف في تيموتاركان.[بحاجة لمصدر]
- 1076: حقق فسيڤولود انتصارًا على منافسيه الأربعة وأصبح الأمير الأكبر لكييف.[بحاجة لمصدر]
- 1093: بعد وفاة فسيڤولود، حكم سفياتوبولك على كييف روس.[بحاجة لمصدر]
- 1113: صعود فلاديمير مونوماخ إلى السلطة، الذي تم إلحاق وصيته الدينية وصلواته في نهاية السجل بواسطة الراهب سيلفستر، الذي عمل من دير سانت ميخائيل في عام 1116.[بحاجة لمصدر]

## العناصر المسيحية

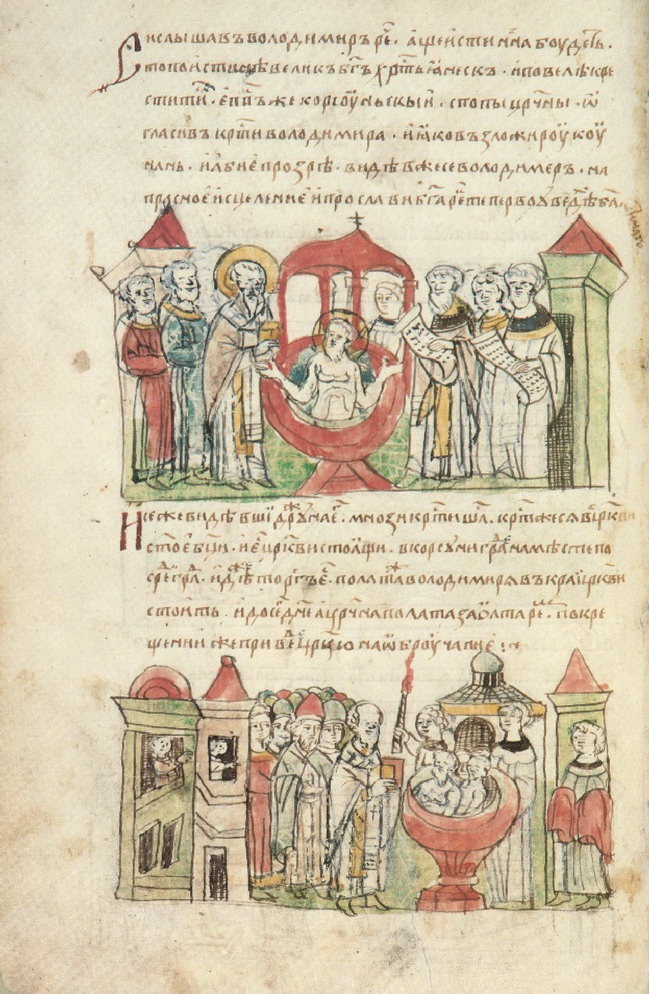
تعميد الأمير فلاديمير الأول في كورسون في 988 (من سجل رادزيفيل)

تتميز السجل الأولي بمواضيع مسيحية حيوية واستشهادات كتابية، والتي غالبًا ما يُقال إنها تعكس التأليف الرهباني. يلاحظ ألكسندر كوباتيف أن السجل ينتمي إلى نوع الأدب المسيحي. في المقدمة، يستكشف كاتب السجل الأصل الكتابي للشعب السلافي، ويتتبع تراثهم حتى نوح. في العديد من المناسبات throughout النص، يناقش كاتب السجل السلاف الوثنيين بطريقة متعالية، قائلًا "لأنهم لم يكونوا سوى وثنيين، وبالتالي جهلاء."[بحاجة لمصدر غير أولي] في وقت لاحق في السجل، تُعتبر واحدة من أكثر اللحظات المحورية في السرد فلاديمير العظيم's التحول إلى المسيحية الأرثوذكسية، مما أشعل تعميد واسع النطاق لـ كييف روس.[بحاجة لمصدر]

### الأصل الكتابي
تتبع السجلات الأولية تاريخ الشعب السلافي إلى عصور نوح، الذي ورث أبناؤه الثلاثة الأرض:
- سام ورث المنطقة الشرقية: فارس، باكتريا، سوريا، ميديا، بابل، كورديانا، آشور، ميزوبوتاميا، العربية، إليمايس، الهند، سوريا العليا، كوماغين، فينيقيا.[بحاجة لمصدر]
- حام ورث المنطقة الجنوبية: مصر، ليبيا، نوميديا، ماسي، موريطانيا، كيليكية، بامفيليا، ميسيا، ليكاؤنيا، فريغية، كاماليا، ليكية، كاريا، لودية، موزيا، ترواس، أيونيا، بيثينيا، سردينيا، كريت، قبرص.[بحاجة لمصدر]
- يافث حصل على الأراضي الشمالية الغربية: أرمينيا، بريطانيا، إليريا، دالماتيا، أيونيا، مقدونيا، ميديا، بافلاغونيا، كبادوكيا، سكيثيا، وثيساليا.[بحاجة لمصدر]

تم تسمية الفارانجيون، السويديون، النورمان، شعب روس، وغيرهم كأبناء لـ يافث. في البداية، كانت الإنسانية موحدة في أمة واحدة، لكن بعد سقوط برج بابل، تم اشتقاق العرق السلافي من نسل يافث، "لأنهم النوريكيون، الذين يُعرفون بالسلاف."[بحاجة لمصدر غير أولي]

### أسطورة كورسونه
| صفحات تبدأ ب‍ ‍السجل الأولي |
| ----------------------- |
| - السجل الأولي          |

وفقًا لما يسمى "أسطورة كورسونه"، المقدمة في السجل قبل تحويل فلاديمير، استولى الأمير على المدينة اليونانية كورسونه (تشيرسونيس) في شبه جزيرة القرم، في محاولة للحصول على فوائد معينة من الإمبراطور باسيليوس. بعد نجاح فلاديمير في غزو المدينة، طالب بأن تُعطى له "الأخت غير المتزوجة" للإمبراطور للزواج منها. عند سماعه الأخبار من كورسونه، رد الإمبراطور باسيليوس قائلاً: "ليس من المناسب أن تُعطى المسيحيون للزواج من الوثنيين. إذا تم تعميدك، ستحصل عليها كزوجة، وترث ملكوت الله، وتكون رفيقنا في الإيمان."[بحاجة لمصدر غير أولي] تختتم الأسطورة بتبني فلاديمير للمسيحية في كنيسة القديس باسيلي في كورسونه وزواجه من أخت الإمبراطور، آنا بورفيروجنيتا.[بحاجة لمصدر]

### الاكتشافات الأثرية
على مدى قرون بعد إنشاء السجل، كانت حقيقة الأسطورة موضوع نقاش طويل. حاول العديد من المؤرخين وعلماء الآثار تحديد الموقع الفعلي لتحويل فلاديمير من خلال دمج الأدلة النصية من السجل مع الأدلة المادية من القرم. أصبحت جهودهم معروفة في مجالات التخصص التاريخي باسم "أركيولوجيا أسطورة كورسونه." توجت هذه البحث تحت إدارة أسقف إنوكينتي (1848–57)، عندما اكتشف علماء الآثار في أنقاض تشيرسونيس أسس ثلاث كنائس وتبين أن الكنيسة التي تحتوي على أغنى الاكتشافات كانت تستخدم على ما يبدو لتعميد الأمير الكييفي. كانت الأدلة المادية المستخرجة كافية لتحديد الموقع الحقيقي لأحداث الأسطورة بدقة معقولة.
في أوائل ستينيات القرن التاسع عشر، بدأت الكنيسة الأرثوذكسية الشرقية بناء كاتدرائية القديس فلاديمير في تشيرسونيس، التي دُمّرت ثلاث مرات بعد إنشائها لأول مرة وتم تجديدها في كل مرة بعدها. واجهت الكاتدرائية آخر دمار خلال الثورة أكتوبر ولم يتم ترميمها حتى سقوط الاتحاد السوفيتي. وقد جادل بأنه من خلال تكريم فلاديمير العظيم ومساهمته في الأرثوذكسية الشرقية، فإن الكاتدرائية تخدم غرض توثيق الروابط التاريخية لروسيا مع شبه جزيرة القرم، والتي تم الحفاظ على رواياتها بواسطة السجل.

## التقييم والنقد
قالب:مزید
على عكس العديد من السجلات الوسطى الأخرى التي كتبها رهبان أوروبيون، يُعتبر حكاية السنوات الماضية فريدة من نوعها باعتبارها الشهادة المكتوبة الوحيدة عن تاريخ الأوائل للشعب السلافي الشرقي. إن سردها الشامل لتاريخ روس لا يُضاهى في مصادر أخرى، ولكن يتم توفير تصحيحات هامة بواسطة السجل الأول لنوفغورود. وهي أيضًا قيمة كمثال رئيسي من الأدب السلافي الشرقي القديم.[بحاجة لرقم الصفحة]
ومع ذلك، تم التشكيك في موثوقيتها على نطاق واسع وتم وضعها تحت فحص دقيق من قبل المتخصصين المعاصرين في مجال تاريخ السلاف الشرقي القديم. تم التعبير عن الشكوك الأولى حول موثوقية الروايات من قبل نيكولاي كارامزين في تاريخ الدولة الروسية (1816–26)، الذي لفت الانتباه إلى كرونولوجيا نستور المشكوك فيها وأسلوب النثر. بناءً على ملاحظات كارامزين، أضأت المزيد من الاستفسارات في علم philology لـ السجل الأولي للروس على مختلف نقاط الضعف في تركيب النص. وفقًا لـ ديمتري ليخاتشوف (1950)، يُظهر السجل وجود "حشوات" وفيرة أُضيفت بعد الحدث و، بشكل فعلي، "دمرت التقدم المنطقي للسرد."
وفقًا لـ أليكسي شاخماتوف (1916)، فإن بعض التناقضات هي نتيجة مباشرة لكون "الأمراء الحاكمين أمراء كييف كان لديهم دعاة خاصين بهم أعادوا كتابة السجلات لتلبية المطالب السياسية التي تناسب أغراضهم الخاصة." وصف شاخماتوف كذلك حكاية السنوات الماضية كإنشاء أدبي وقع تحت تأثير كبير من الكنيسة والدولة. 
كتب ديمتري ليخاتشوف بشكل مشهور في نقده لـ السجل الأولي للروس في عام 1950: "لا يوجد بلد آخر في العالم مُخفي بمثل هذه الأساطير المتناقضة حول تاريخه مثل روسيا، ولا توجد أمة أخرى في العالم تفسر تاريخها بمثل هذه التنوع كما يفعل الشعب الروسي." الحاجة لتفسير السجل، التي ذُكرت من قبل ليخاتشوف على أنها ضرورية لفهم سردها، تنبع من الحقائق التي تم تجميع النص وتحريره في البداية من قبل مؤلفين متعددين بأجندات مختلفة وأنه كان يجب ترجمته من اللغة السلافية الشرقية القديمة، وهو ما ثبت أنه مهمة شاقة.
وجد اللغوي هوراس ج. لانت (1988) أنه من المهم "الاعتراف بحرية أننا نتخيل" عندما يتم إعادة بناء الحكايات – مثل ياروسلاف الحكيم كونه أكثر من مجرد "راعي للكتب السلافية" – وتواجه التناقضات المنطقية للنص.

### الاستنتاجات التاريخية
استنتج المؤرخ البولندي فواديسواف دوتشكو (2004) أن مُجمع السجل الأولي "تلاعب بمصادره بالطريقة المعتادة: تم تجاهل المعلومات غير المتوافقة، بينما تم اختراع العناصر التي كان ينبغي أن تكون موجودة ولكنها لم تكن." وأشار المؤرخ الروسي ومؤلف إيغور دانيليفسكي إلى أن السجل الأولي للروس كان أكثر اهتمامًا باستكشاف الدلالة الدينية للأحداث بدلاً من نقل المعلومات للقارئ حول كيفية حدوثها فعليًا. ونتيجة لذلك، تم الاقتباس بشكل مباشر من نصوص سابقة تحتوي على نغمة دينية مثل بعض المصادر البيزنطية، وأهمها الكتاب المقدس. يتم التعرف على الشخصيات الرئيسية بشكل متكرر مع الشخصيات الكتابية، وبالتالي تُنسب إليها بعض الصفات والأفعال ذات الصلة التي لا تتطابق بالضرورة مع الواقع.
أيد المؤرخ الأوكراني أوليكسي تولوشكو في عام 2015 الاستنتاج الذي توصل إليه العديد من أسلافه بأن محتويات السجل هي أكثر أو أقل خيالية. جادل تولوشكو بأن بعض الحكايات، مثل قصة دخول عشيرة روريكيد إلى كييف، كانت مخترعة "لإنتاج إعادة بناء ذات مغزى للأحداث الماضية وإدراج هذه الأسماء المعروفة" في "السيناريو التاريخي" للمؤلف. وصف تولوشكو السجل الأولي للروس بأنه عمل أدبي بارز ذو قصة غير موثوقة وخلص إلى أنه "لا يوجد سبب على الإطلاق لمواصلة الاعتماد على محتواه في معرفتنا بالماضي."
كتب بول بوشكوفيتش (2012) من جامعة ييل "كان المؤلف يخدم حكامه، معرفًا الأمراء والشعب وترك المؤرخين مع فوضى يكاد يكون من المستحيل فرزها."  كما ذكر أن هناك تناقضات عند تداخل التاريخ الاسكندنافي مع سرد السجل الأولي. على سبيل المثال، "الأدلة الأثرية لا تتناسب مع أساطير السجل الأولي" مثل: "في اسكندنافيا نفسها، لم تكن هناك حكايات عن انتصارات الفايكنج وحروبهم في روسيا تتناسب مع تلك التي تروي غزو آيسلندا والجزر البريطانية". يجب أن تؤخذ مصداقية السجل الأولي بحذر نظرًا لنغمتها كأداة سياسية لتبرير الحكم.

## الترجمات
أنتج أوغسطس لودفيغ فون شلوتزر ترجمة ألمانية مع تعليق لـ حكاية السنوات الماضية حتى عام 980 في خمسة مجلدات (Hecтopъ. Annalen Russische في لغتها السلافية الأساسية. غوتنغن، 1802–1809).
في عام 1930، نشر أستاذ جامعة هارفارد صموئيل هازاد كروس ترجمة إنجليزية لنسخة الكودكس لورنتيان من PVL تحت عنوان السجل الأولي الروسي. نص لورنتيان، والتي أصبحت مؤثرة للغاية بين القراء الأمريكيين. كان كروس يعمل على إصدار منقح عندما توفي؛ تم استكماله ونشره من قبل أستاذ جامعة جورجتاون أولغرد ب. شيربويتز-ويتزور في عام 1953. بحلول أوائل القرن الحادي والعشرين، أصبح السجل الأولي الاسم القصير الشائع باللغة الإنجليزية للنص الذي تشترك فيه خمس مخطوطات رئيسية متبقية من PVL. ومع ذلك، غالبًا ما وُجد أن ترجمة كروس غير دقيقة، حيث كتب واو (1974) أن بيرفيكي (1973) قد أنتج ترجمة إنجليزية أكثر موثوقية لـ سجل غاليسيا-فولينيا من كيفية ترجمة كروس لـ PVL.